# Belfast (Ilha do Príncipe Eduardo)

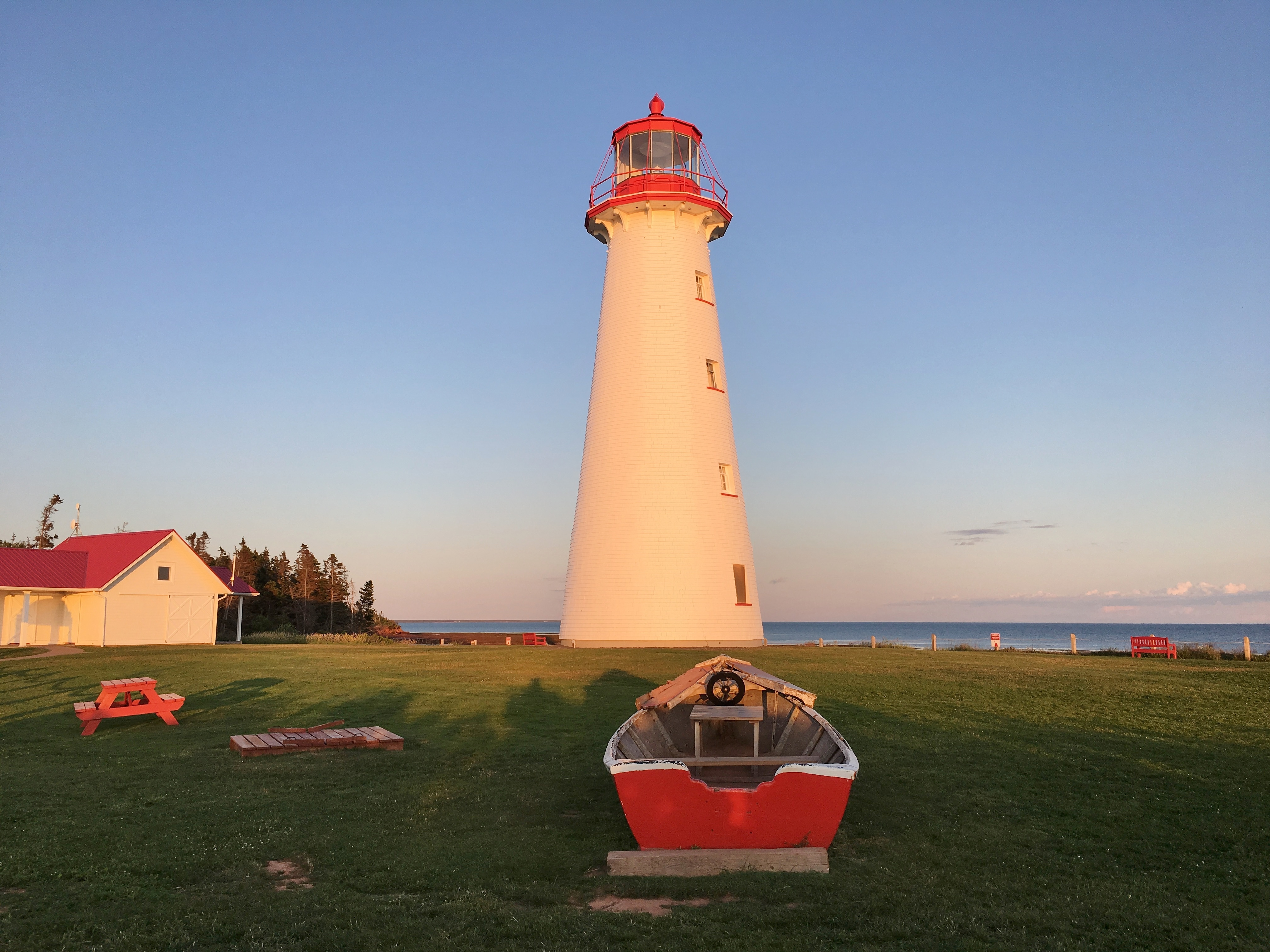
Farol localizado em Belfast (Canadá)

Belfast é um município rural canadense localizado no Condado de Queens, na Ilha do Príncipe Eduardo. A população no censo de 2016 era de 1.670 pessoas.